# Chikkaturuvekere, Turuvekere
Chikkaturuvekere là một làng thuộc tehsil Turuvekere, huyện Tumkur, bang Karnataka, Ấn Độ.